# Times (krój pisma)
Times – dwuelementowa antykwa. Została zaprojektowana na potrzeby angielskiej gazety „Times” przez Stanleya Morisona i Victora Lardena. Sławę przyniosła jej zapewne duża czytelność, przy małym stopniu pisma, co owocuje dobrą ekonomiką składu.
Doczekała się wielu klonów, z których najbardziej znanym jest wersja TrueType przygotowana przez firmę Monotype Imaging – font Times New Roman. Wadą tego kroju pisma jest ograniczona możliwość stosowania go do publikacji ekranowych (WWW), ze względu na trudności w przygotowaniu dobrej jakości hintingu.